# رودبلومسيت
رودبلومسايت هو معدن كبريتيدي لعنصري الروديوم-والرصاص, صيغته الكيميائية هي Rh3Pb2S2.